# برکنریدگ (اکلاهما)
برکنریدگ(به انگلیسی: Breckenridge) شهری در ایالت اکلاهما کشور ایالات متحده آمریکا است که جمعیت آن در سرشماری سال ۲۰۱۰ میلادی، ۲۴۵ نفر بوده‌است.